# 新闻组
新闻组（Newsgroup）是一个通常在Usenet中用于存储来自不同地区的用户所发表的信息的“仓库”。新闻组这个名字本身多少会产生一点歧义，因为它通常是一个讨论组。新闻组与万维网上的论坛在技术上完全不同，但功能上却是比较相似的。新闻组通常使用NNTP协议，使用特定的客户端来阅读和发送讨论的内容，常见的有Forté Agent、Opera、Outlook Express（Windows Mail）、Netscape/Mozilla/Mozilla Thunderbird和Emacs+Gnus/INN等。

## 分类
大部分新闻组都被分类归入Usenet层级，从理论上使得寻找相关的新闻组变得更加容易。Usenet主要被分为以下8+1大层：
- comp.* - 关于计算机的相关话题。
- news.* - 关于Usenet本身的讨论。
- sci.* - 关于科学方面的讨论。
- humanities.* - 关于人文学科（文学、哲学等等）的讨论。
- rec.* - 关于娱乐活动的讨论（游戏、爱好等等）。
- soc.* - 关于社会话题、社会文化的讨论。
- talk.* - 关于社会及宗教热点话题的讨论。
- misc.* - 其他无法归入现有层级的讨论。
- alt.* - 无法归于其他类别或不愿归入其他类别的话题。

## 与BBS和论坛的比较

### 优势

#### 交互直接
在新闻组上，每个人都可以自由发布自己的消息，不管是哪类问题、多大的问题，什么样的讨论，都可直接发布到新闻组上和成千上万的人进行讨论。BBS也虽然也能做到，然而它与BBS相比有两大优势：一是可以发表带有附件的“帖子”（新闻组邮件），传递任何格式的文件，而BBS及论坛上则具有一定限制；二是新闻组不但可以在线使用，也可以离线浏览、离线回复，等到连上网络后统一发送，而BBS、论坛主要是用于连续在线服务。

#### 全球互联
全球绝大多数的新闻服务器都连接在一起，就像互联网本身一样。在某个新闻服务器上发表的消息会被送到与该新闻服务器相联接的其他服务器上，每一篇文章都可能漫游到世界各地。这是新闻组的最大优势，也是网络提供的其他服务项目所无法比拟的。因此如果用户想找不同方面的东西，就不必换好几个论坛了。

#### 主题鲜明
每个新闻组只要看它的命名就能清楚它的主题，所以我们在使用新闻组时其主题更加明确，往往能够一步到位，而且新闻组的数据传输速度与网页相比要快得多。例如有时想找找汽车、美容方面的事，订阅一下这两个组就行。新闻组在一个服务器上包罗万象，一个同步就全部解决了。如果在论坛上你得翻来掉去地找，BBS上本来项目也挺全，就是速度太慢。如果新闻组的整理工作到位，优势更加明显。

#### 效率高
可以很快地访问近千个“帖子”，BBS是做不到的。而且新闻组广告极少甚至没有，不会对阅读造成干扰。可以批量发送讨论主题/回复，将同一帖子同时发送到好几个板块，并保持同步，这也是BBS是做不到的。

#### 自由交流
在全世界的大多数论坛中，很难找到不需要注册就能匿名发言的论坛，而Usenet中的新闻组是不需要注册也能使用的。
新闻组自由讨论的气氛、无拘无束的热情在论坛上一般都会视为禁忌，新闻组中任何人的讨论都是完全放开的，只要别做人身攻击别人都欢迎。积分以及相关限制、把帖子顶来顶去、pm之类的嘈杂的声音在新闻组都是不存在的。

#### 单方面过滤“不良”信息
在新闻组中讨论时，可以随时过滤掉某个人发送的信息。例如过滤广告发送者、自己不想看到的人。

#### 结构清晰
新闻组的帖子均采用树型结构方式显示，使得一个讨论分支不对其它分支造成影响。

### 不足之处
新闻组不提供BBS支持的即时聊天，也不提供论坛系统的“短消息”即时私人对话。虽然通过不停地更新、下载新标头可以达到即时聊天的目的，但无疑是给服务器带来了压力。
若要访问新闻组并得到新闻组的功能，通常都要使用客户端。对于大多数不熟悉新闻组的用户来说是一个门槛，而且Usenet中都是英文组名，使得不熟悉英文的用户不习惯。虽然后来有了像万千新闻组、新帆新闻组这样的本地化新闻组服务器，但仍然需要客户端。目前已经有了Web访问新闻组的方法，例如新帆的论坛接口、Google Groups等，但仍然需要推广。

## BBS及论坛的特点

### 实现方式多样
新闻组主要是靠客户端连接服务器、以及Web网页链接到服务器，而BBS可以通过Telnet、Web网页论坛的方式实现访问。加之Web论坛系统的技术支持多样且广泛，具有相当的吸引力。

### 即时交流
新闻组并不提供的功能，只要用户一直都在访问BBS，甚至可以通过“论坛短消息”的方式私下在线交流，跟IM类似。

### 随地访问
当前的网络论坛中，大多数是使用Web论坛系统。也就是说，只要电脑裡面有浏览器就可以任意使用论坛。而提供Web访问的新闻组不多，就算有也无法提供新闻组客户端的所有功能，而只能提供基本功能。

### 不足之处
当前论坛大多数使用Web方式，因此各式各样的论坛系统都被开发出来。由于实现Web Page所需要的东西涉及到服务器以及相关软件，黑客就可以通过论坛系统、服务器的漏洞进行入侵，或挂马加害用户，或复制、破解论坛的数据库，甚至利用这些漏洞入侵整个服务器导致瘫痪。

### 共同点
两者并不是完全不同的。例如，我们平时看的新闻具有时效性，新闻组跟它本身的名字一样，组内的讨论邮件同样具有时效性。对于已经停止的讨论可以视为“已过期”，此时用户就没必要再去讨论了。例如几个月、几年前的讨论，没有必要、也不应该“跟帖”。BBS也一样具有此特性。

## 中文新闻组
现在，对于中文世界来说，主要存在两大新闻组层级划分:
- cn.* - 中國大陆（简体中文GB 2312）的相关话题。
- tw.*、hk.* - 港澳台（繁體中文Big 5）的相关话题。

但是并非所有新闻组都存在于Usenet中。由于以前大多数西文系统建立的新闻组不支持中文新闻组命名，所以给使用中文语言的人们带来一些不便。同样地，也不支持使用亚洲字符集，因此也对这些使用者带来不便。因此，在熟悉了西文新闻组命名规则后用户才能较快的找到自己感兴趣的内容，相对来说新闻组的中文及其它非西文的资源并不充足。（见下）
1992年第一个使用GB-HZ编码的中文新闻组ACT在Usenet上建立。

## 在中国大陆的发展和现状
由于中国大陆互联网起步较晚。1990年代前期，中国大陆处于拨号网络时期，那时就已经有新闻组服务。但是当时计算机还是作为专业精密设备，并没有普及到普通大众水平，所以参与新闻组讨论的多是一些科研人员和专业技术人员，话题也多半是与技术有关。
1997年以后随着宽带网络和Web技术的逐步发展，中国大陆的新闻组服务开始衰退。加上国内政策的改变，原有的很多新闻组地址停止服务。存在下来的也只有少数还在与Usenet转信。济南万千新闻组在当时提出并实行了新闻组中文本地化的想法，以适应中国大陆普通网民的需求。随后出现的新帆新闻组也继承本地化的方式。这两个新闻组服务器不属于Usenet。
2001年由news.cn99.com发起成立了「cn.*顶级组」（the top CN hierachy）是目前中国大陆唯一一台真正意义上位于Usenet上的新闻组服务器（news://news.yaako.com），cnusenet则是后来出现在国内的个人转发Usenet部分组的私人服务器（news://news.cnusenet.org）。此外于香港的news://freenews.netfront.net服务器和Google的Google Groups也为中国用户提供了另一个选择。
在中国大陆范围内，有万千新闻组（news://news.webking.cn）和后来出现的新帆新闻组（news://news.newsfan.net）。由于没有统一的命名接口，它们无法向全球转信，所以它们并不存在于Usenet上，性质上更接近于采用NNTP协议的论坛或者BBS。

## 在台灣的發展及現狀
在台灣，網際網路開始發展時，新聞群組主要存在於台灣學術網路上為數不少的BBS，這些BBS透過新聞群組的伺服器互相連線轉信。在寬頻尚未發展普及前，BBS文字方式呈現較不耗頻寬而受到使用者歡迎，在各大專院校陸續在宿舍佈建網路後，不少BBS站架設在宿舍內。
在寬頻網路普及後，全球資訊網圖文並茂且操作簡便的特性使得網頁式的討論區及社群網站開始流行，吸引許多原本使用BBS的用戶。各大學因宿舍耗用頻寬過大及非法內容散佈等問題，而開始祭出控管措施，使得原本架設在宿舍的BBS站難以再維持。另外新聞群組各討論區也面臨到大批廣告垃圾貼文入侵，新聞群組遂逐漸式微。